# Анібал Нівес
Анібал Нівес Хав'єр (англ. Anibal Nieves Javier; нар. 11 листопада 1965) — пуерториканський борець вільного та греко-римського стилів, триразовий срібний та бронзовий призер Панамериканських чемпіонатів, дворазовий срібний призер Панамериканських ігор, дворазовий бронзовий призер чемпіонатів Центральної Америки, бронзовий призер Центральноамериканських і Карибських ігор, учасник двох Олімпійських ігор у змаганнях з вільної боротьби, срібний призер чемпіонату Центральної Америки, срібний призер Центральноамериканських і Карибських ігор у змаганнях з греко-римської боротьби.

## Життєпис
Виступав за борцівський клуб «Сан-Хуан». Тренер — Дімо Костов.
У 1993 році заснував борцівський клуб «Всі зірки Нової Англії» в Елленвілі, штат Нью-Йорк, в якому був директором і головним тренером. Наступного року переїхав разом з клубом до Спрингфілда, штат Массачусетс. Вихованцями клубу є багато борців національного та світового рівня.

## Спортивні результати на міжнародних змаганнях

### Виступи на Олімпіадах
| Змагання                    | Збірна      | Вагова категорія          | Місце |
| --------------------------- | ----------- | ------------------------- | ----- |
| Літні Олімпійські ігри 1992 | Пуерто-Рико | вільна боротьба, до 62 кг | 10    |
| Літні Олімпійські ігри 1996 | Пуерто-Рико | вільна боротьба, до 62 кг | 16    |

### Виступи на чемпіонатах світу
| Змагання                        | Збірна      | Вагова категорія          | Місце |
| ------------------------------- | ----------- | ------------------------- | ----- |
| Чемпіонат світу з боротьби 1991 | Пуерто-Рико | вільна боротьба, до 62 кг | 23    |
| Чемпіонат світу з боротьби 1995 | Пуерто-Рико | вільна боротьба, до 62 кг | 14    |

### Виступи на Панамериканських чемпіонатах
| Змагання                                   | Збірна      | Вагова категорія          | Місце  |
| ------------------------------------------ | ----------- | ------------------------- | ------ |
| Панамериканський чемпіонат з боротьби 1991 | Пуерто-Рико | вільна боротьба, до 62 кг | Срібло |
| Панамериканський чемпіонат з боротьби 1992 | Пуерто-Рико | вільна боротьба, до 62 кг | Срібло |
| Панамериканський чемпіонат з боротьби 1993 | Пуерто-Рико | вільна боротьба, до 62 кг | Срібло |
| Панамериканський чемпіонат з боротьби 1994 | Пуерто-Рико | вільна боротьба, до 62 кг | Бронза |

### Виступи на Панамериканських іграх
| Змагання                  | Збірна      | Вагова категорія                 | Місце  |
| ------------------------- | ----------- | -------------------------------- | ------ |
| Панамериканські ігри 1991 | Пуерто-Рико | греко-римська боротьба, до 62 кг | 7      |
| Панамериканські ігри 1991 | Пуерто-Рико | вільна боротьба, до 62 кг        | Срібло |
| Панамериканські ігри 1995 | Пуерто-Рико | вільна боротьба, до 62 кг        | Срібло |

### Виступи на інших змаганнях
| Змагання                                                             | Збірна      | Вагова категорія                 | Місце  |
| -------------------------------------------------------------------- | ----------- | -------------------------------- | ------ |
| Чемпіонат Центральної Америки з боротьби 1990                        | Пуерто-Рико | греко-римська боротьба, до 62 кг | Срібло |
| Чемпіонат Центральної Америки з боротьби 1990                        | Пуерто-Рико | вільна боротьба, до 62 кг        | Бронза |
| Центральноамериканські і Карибські ігри 1990                         | Пуерто-Рико | вільна боротьба, до 62 кг        | Бронза |
| Центральноамериканські і Карибські ігри 1990                         | Пуерто-Рико | греко-римська боротьба, до 62 кг | Срібло |
| Центральноамериканські і Карибські ігри 1993                         | Пуерто-Рико | вільна боротьба, до 62 кг        | Бронза |
| Панамериканський Олімпійський кваліфікаційний турнір з боротьби 1996 | Пуерто-Рико | вільна боротьба, до 62 кг        | Бронза |